# Jetta (automóvil)
Jetta es una marca automovilística creada en 2019 por el Grupo Volkswagen en China, independizando el nombre anteriormente utilizado para uno de sus modelos y que era su icono en el mercado chino, la marca se ha hecho realidad gracias a FAW-Volkswagen.

## Historia
El grupo Volkswagen decide crear una marca específica en china utilizando el nombre de su modelo de más éxito en el mercado chino, con su filial FAW Volkswagen, donde se ha cambiando el logotipo de Vw por una letra J, y se centra en ser una marca asequible.
Desde un comienzo la marca cuenta con 3 modelos basados en vehículos ya existentes dentro del grupo Volkswagen, con nuevo logotipo Jetta y con modificaciones para diferenciarlos, estos modelos son la berlina basada en el Volkswagen Jetta, denominado como SV3 ,el Suv medio basado en el SEAT Ateca denominándolo como SV5 y el suv grande denominado como SV7.
|     |
| SV3 |

|     |
| SV5 |

|     |
| SV7 |